# زينوب غرام
زينوب ثيوفيل غرام (4 أبريل 1826 - 20 يناير 1901) مهندس كهربائي بلجيكي ولد في بلجيكا في 4 أبريل 1826، وهو الطفل السادس من ماثيو جوزيف غرام، وتوفي في مدينة بوا-كولومب الفرنسية في 20 يناير 1901.
اخترع آلة غرام، وهي عبارة عن مولد كهربائي يُنتج تيارًا مستمرًا، وصُمّم على هيئة دينامو أو مغناطيس كهربائي.

## سيرته
تعلم غرام تعليمًا ضعيفًا وهو شبه أمي بالقراءة والكتابة طوال حياته. وكانت موهبته في الحرف اليدوية وعندما ترك المدرسة اتجه للنجارة.
بعد انتقاله إلى باريس تولى وظيفة كمصمم نموذج في شركة لتصنيع المعدات الكهربائية وأصبح مهتمًا في التكنولوجيا. 

## العائلة
في 1857 تزوج هورتنس نيستن التي كانت أرملة وأم لابنة اسمها هيلويس. توفيت هورتنس في عام 1890.

## معرض صور

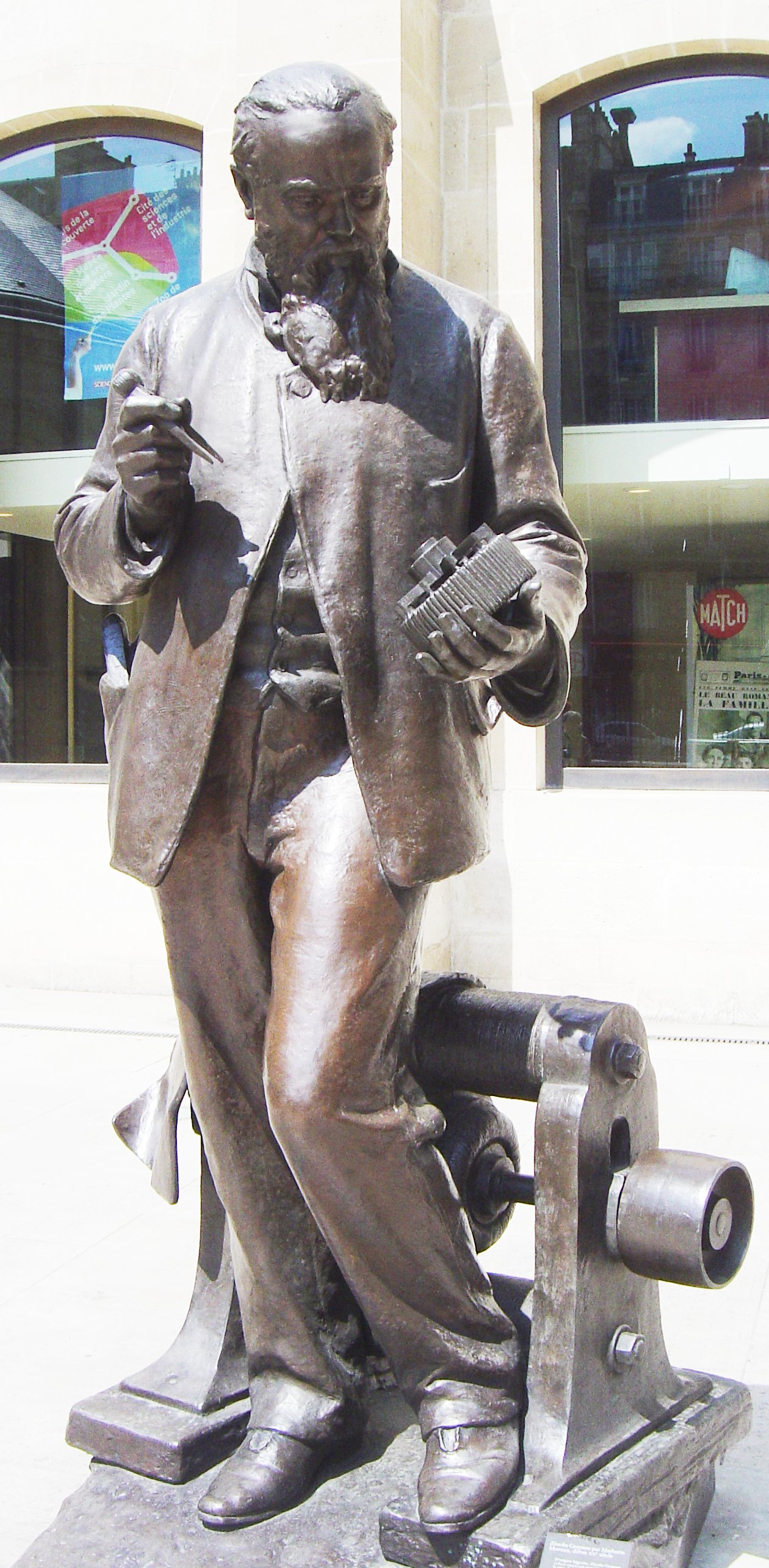
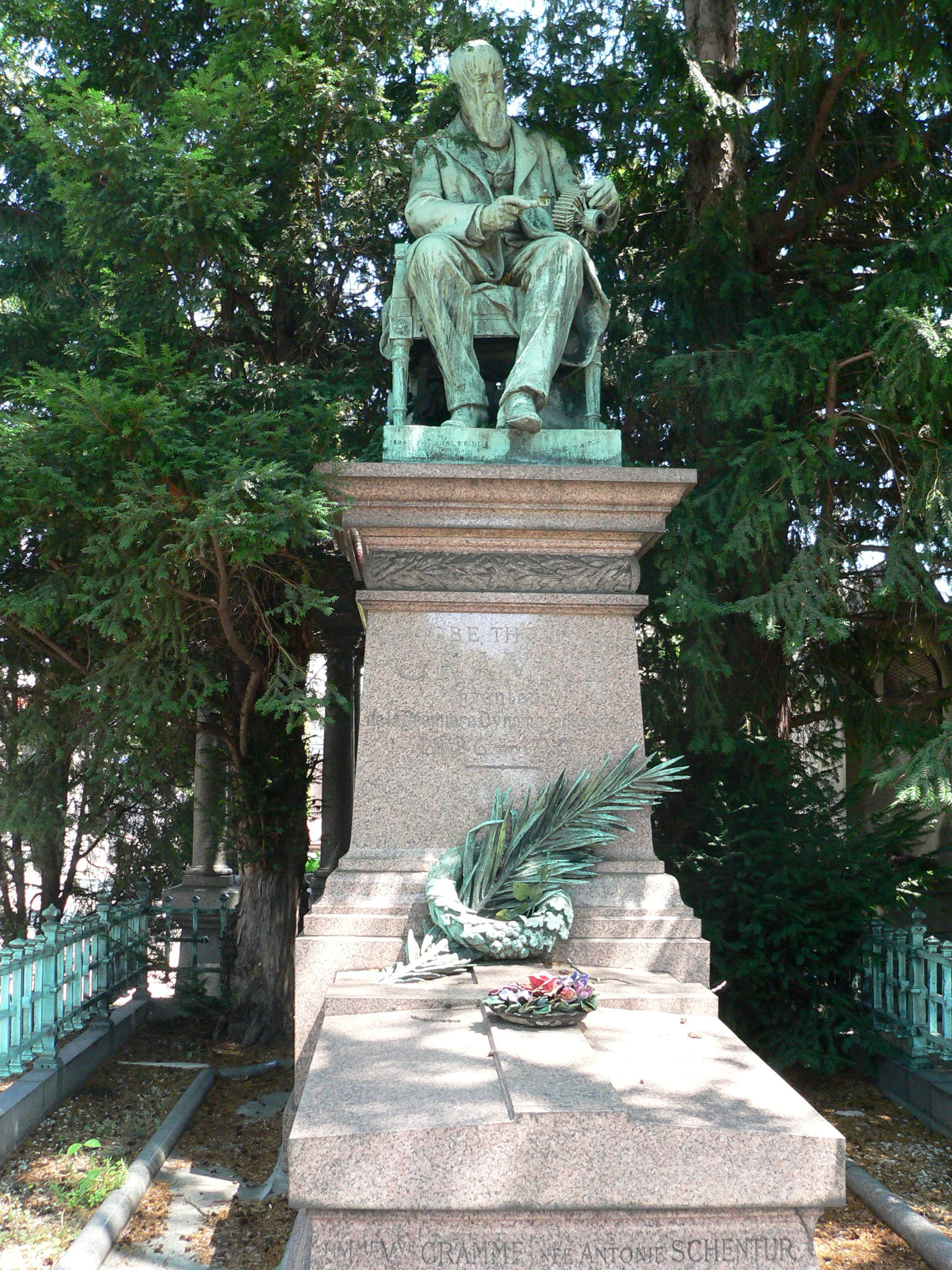
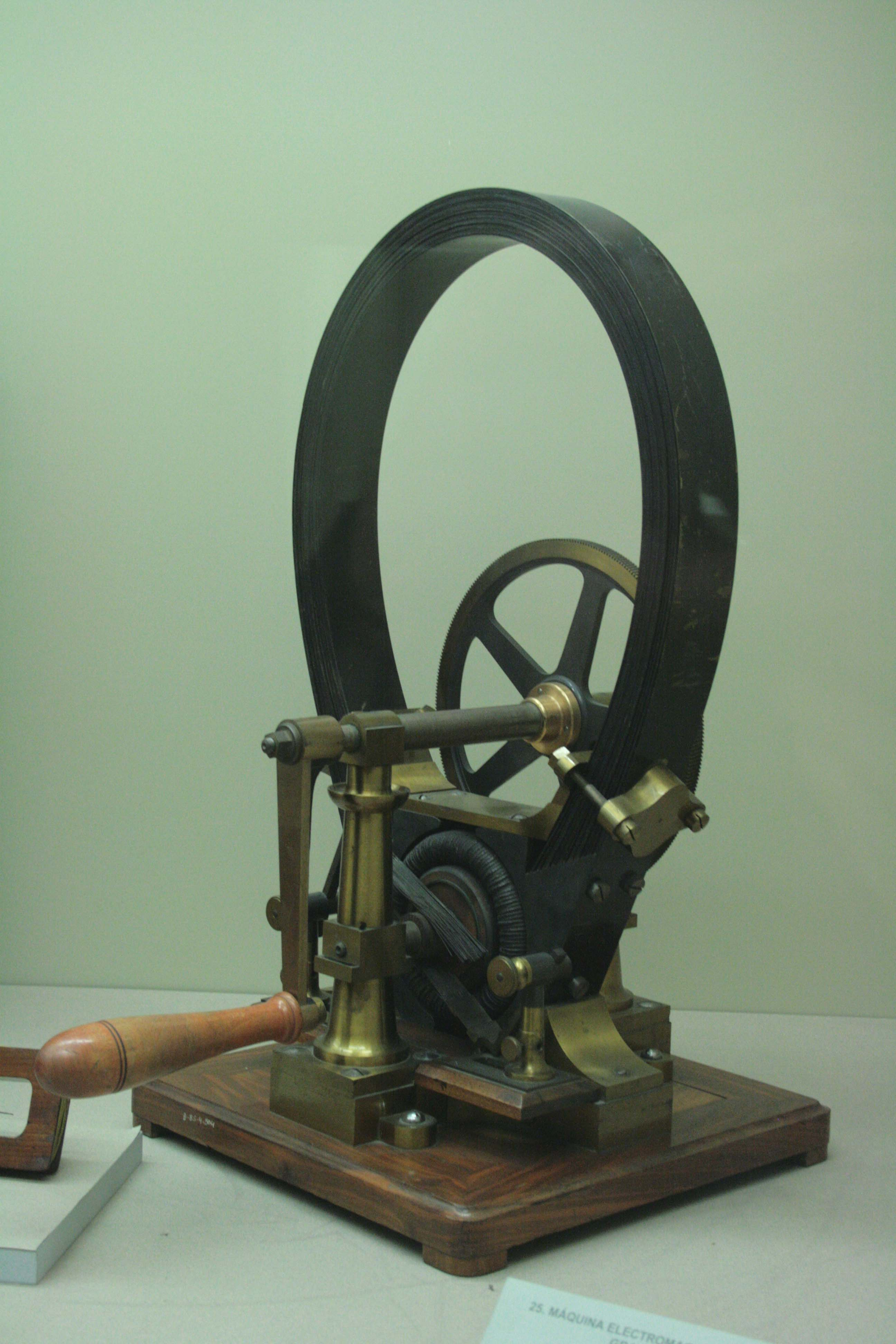